# Joy Volley Vicenza
Il Joy Volley Vicenza è stata una società pallavolistica femminile italiana con sede a Vicenza.

## Storia
Il Vicenza Volley viene fondato nel 1992 ed acquisisce il diritto di partecipazione alla Serie A2 per il campionato 1992-93 grazie all'acquisto del titolo sportivo dal Volley Noventa: nelle prime cinque annate in serie cadetta la squadra si posiziona costantemente nella zona di metà classifica, giocandosi la possibilità di promozione in Serie A1 al termine della stagione 1994-95 quando però non riesce a superare la fase a gironi dei play-off promozione. La promozione però è solo rimandata: nell'annata 1997-98 infatti, oltre alla vittoria della Coppa Italia di Serie A2, il Vicenza Volley, nonostante il quarto posto in regular season, vince i play-off promozione, battendo in finale la Sestese Volley, arrivando in Serie A1.
La prima stagione nella massima divisione italiana si chiude con il quarto posto in Coppa Italia ed il sesto posto in regular season con il raggiungimento dei quarti di finale nei play-off scudetto che permette l'accesso alle competizioni europee, precisamente alla Coppa CEV 1999-00, dove poi la squadra riesce ad arrivare in finale: nella stagione 1999-00 l'arrivo alle semifinali nei play-off scudetto, rimarrà il miglior risultato in campionato nella storia della società; nuovamente in Coppa CEV, il club di Vicenza coglie la prima vittoria, battendo in finale il Volley Bergamo. Nella stagione 2001-02 arriva anche la prima vittoria in una competizione italiana, ossia nella Supercoppa, con l'affermazione in finale ancora una volta sulla formazione bergamasca; nelle stagioni a seguire il Vicenza Volley staziona stabilmente in campionato, durante la regular season tra il sesto e l'ottavo posto, mentre nei play-off non riesce ad andare oltre i quarti di finale, così come in Coppa Italia, oltre ad alcun risultato di rilievo nelle due edizioni di Coppa di Lega giocate.
Nell'annata 2007-08, a causa della ristrutturazione del Palasport Città di Vicenza, la società sposta momentaneamente il campo di gioco a Imola: in questa stagione partecipa inoltre per l'ultima volta ad una competizione europea, ossia alla Challenge Cup, dove riesce a raggiungere la finale, sconfitta dal VakıfBank Spor Kulübü. Nella stagione 2008-09 la squadra torna nuovamente a Vicenza, ma l'ultimo posto in classifica significa retrocessione; nell'annata successiva avvengono dei cambi a livello dei vertici societari e nel nome: viene infatti assunta la denominazione di Joy Volley Vicenza. Gioca un modesto campionato in serie cadetta, chiuso al dodicesimo posto: al termine del torneo, a causa di problemi economici, la società decide di cessare ogni tipo di attività sportiva.

## Palmarès
- Supercoppa italiana: 1

2001
- Coppa Italia di Serie A2: 1

1997-98
- Coppa CEV: 1

2000-01